# Terminators Brescia
I Terminators Brescia sono stati una squadra di football americano di Brescia. Sono stati fondati nel 2013 da un gruppo di giocatori, dirigenti e allenatori tesserati per società affiliate alla FIDAF; hanno chiuso alla fine del campionato dello stesso anno in seguito all'introduzione da parte di FIDAF di una norma statutaria che impone la squalifica per quei tesserati che partecipino a competizioni non organizzate o comunque autorizzate dalla Federazione stessa. Hanno partecipato alla Golden League FIF 2013, vincendo il titolo.

## Dettaglio stagioni

### Tornei nazionali

#### Campionato

##### Golden League
A seguito dell'ingresso di FIDAF nel CONI questo torneo - pur essendo del massimo livello della propria federazione - non è considerato ufficiale.
| Stagione | regular season | regular season | regular season | regular season | regular season | regular season | playoff | playoff | playoff | playoff | playoff | playoff   | playoff     |
|          | Vin            | Par            | Per            | Tot            | PF             | PS             | Vin     | Per     | Tot     | PF      | PS      | risultato | avversaria  |
| -------- | -------------- | -------------- | -------------- | -------------- | -------------- | -------------- | ------- | ------- | ------- | ------- | ------- | --------- | ----------- |
| 2013     | 7              | 0              | 0              | 7              | 324            | 82             | 2       | 0       | 2       | 52      | 26      | Campioni  | Rams Milano |
| Totale   | 7              | 0              | 0              | 7              | 324            | 82             | 2       | 0       | 2       | 52      | 26      |           |             |

Fonte: Enciclopedia del Football - A cura di Roberto Mezzetti

### Riepilogo fasi finali disputate
| Anno | Luogo  | Evento        | Fase del torneo | Incontro                          | Risultato |
| 2012 | Milano | Superbowl FIF | Finale          | Rams Milano - Terminators Brescia | 20 - 40   |

## Palmarès
- 1 Superbowl FIF (2013)